# Елизаренкова, Татьяна Яковлевна
Татья́на Я́ковлевна Елиза́ренкова (17 сентября 1929, Ленинград, СССР — 5 сентября 2007, Москва, Россия) — советский и российский лингвист и переводчик, специалист по ведийской культуре. Доктор филологических наук (1994). В 2004 году награждена орденом «Падма Шри» — высшей наградой Индии для иностранцев — за перевод «Ригведы». Лауреат Международной премии имени Николая Рериха 2006 года в номинации «Достижения в деле формирования культурного образа России в мире».

## Биография
Родилась 17 сентября 1929 года в Ленинграде.
В 1951 году окончила филологический факультет МГУ имени М. В. Ломоносова.
В 1956 году защитила диссертацию на соискание учёной степени кандидата филологических наук по теме «Классы глаголов в древнеиндийском языке (ригведа)».
В 1994 году защитила диссертацию на соискание учёной степени доктора филологических наук по теме «Язык и стиль ведийских риши».
Работала в Институте востоковедения РАН. С. Д. Серебряный отмечал, что она также может быть названа среди «учеников Ю. Н. Рериха».
Скончалась 5 сентября 2007 года в Москве. Похоронена на Пятницком кладбище.

## Научная деятельность
Пятьдесят пять лет жизни посвятила работе по изучению и переводу ведийских текстов. По её словам, к решению задачи перевода «можно приблизиться при учёте достижений в широком круге дисциплин, так или иначе связанных с анализом памятника, — экзегетики текста и герменевтики, текстологии и лингвистики текста, грамматики ведийского языка и сравнительной грамматики индоевропейских языков, поэтики и стиховедения, мифологии и исследований ритуала, истории и археологии и т. п. Тем не менее, продолжают существовать трудности двух родов: те, которые связаны с неполнотой нашего знания, со временем восполняемого и углубляющегося, и те, которые связаны с известной языковой „непереводимостью“ одного текста в другой». В годы Советской власти профессиональная деятельность Елизаренковой нарушалась давлением со стороны КГБ СССР. По словам её ученицы В. Г. Лысенко, КГБ же запретил Елизаренковой преподавание санскрита на философском факультете МГУ.
Елизаренкова опубликовала переводы избранных текстов из «Ригведы» (1972) и «Атхарваведы» (1976), позднее полный трёхтомный перевод «Ригведы», в 2005 году — 1 том полного трёхтомного перевода «Атхарваведы». «Пятого сентября 2007 года, в день смерти Татьяны Яковлевны, позвонили из издательства и сказали, что пришла корректура второго тома. Над третьим томом Татьяна Яковлевна работала до последнего месяца своей жизни — и почти его завершила. Она говорила дочери, что осталось ещё работы месяца на два». Третий том (остался незавершённым перевод второй половины XIX книги, не переведено 20 гимнов) был издан в 2010 году.
Елизаренкова подходила к изучению индийских текстов прежде всего как лингвист, её комментарии включают подробнейший грамматический анализ текста, на котором строятся филологические и исторические интерпретации.

## Семья
Жена и нередкий соавтор академика В. Н. Топорова, у них родилось две дочери: Татьяна (род. 1960) — ведущий научный сотрудник Института языкознания, Анна (род. 1963) — старший научный сотрудник Института мировой литературы.

### Монографии
- Аорист в «Ригведе». — М.: ИВЛ, 1960. — 151 с. 1200 экз.
- Елизаренкова Т. Я., Топоров В. Н. Язык пали. М.: Наука, 1965. —248 с. 1200 экз. (Серия «Языки народов Азии и Африки»).
  - 2-е изд., доп. — М.: Восточная литература, 2003.
- Исследования по диахронической фонологии индоарийских языков. — М.: Наука, 1974. — 293 с. 1200 экз.
- Грамматика ведийского языка. М.: Наука, 1982. — 439 с. 1500 экз.
- Ведийский язык. (Серия «Языки народов Азии и Африки»). — М.: Наука, 1987. — 179 с. 2000 экз.
- Язык и стиль ведийских риши. М.: Наука-Восточная литература, 1993. — 320 с. 1000 экз. ISBN 5-02-016801-7
  - (engl. trans. Albany. 1995. 331 p.)
- Слова и вещи в «Ригведе». М.: Восточная литература, 1999. — 240 с. 1000 экз. ISBN 5-02-018146-3

### Переводы с ведийского
- Ригведа. Избранные гимны. / Пер. Т. Я. Елизаренковой. — М., Наука. 1972. 418 с. 5000 экз.
- Атхарваведа. Избранное. / Пер. Т. Я. Елизаренковой. — М., 1976. 2-е изд., репр. М., ВЛ. 1995. 408 с. 3000 экз.
- Ригведа. [В 3 т.] / Пер. Т. Я. Елизаренковой. (Серия «Литературные памятники»). М.: Наука, 1989—1999.
  - Мандалы I—IV. 1989. 768 с.; 2-е изд., испр. 1999. 2500 экз. ISBN 5-02-011762-5
  - Мандалы V—VIII. 1995. 752 с.; 2-е изд., испр. 1999. 2500 экз. ISBN 5-02-011763-3
  - Мандалы IX—X. 1999. 560 с. 2500 экз. ISBN 5-02-011587-8
- Атхарваведа (Шаунака): В 3-х томах / Пер., вступ. ст., комм. и прил. Т. Я. Елизаренковой. (Серия «Памятники письменности Востока». Вып. CXXXV, части 1-3). — М.: Восточная литература, 2005—2010. ISBN 5-02-018480-2
  - Т. 1. Книги I—VII. 2005. 576 с. 1200 экз. ISBN 5-02-018479-9
  - Т. 2. Книги VIII—XII. 2007. 296 с. 1200 экз. ISBN 978-5-02-018560-9
  - Т. 3. Книги XIII—XIX. 2010. 232 с. 800 экз. ISBN 978-5-02-036440-0